# Chiesa e monastero di San Guglielmo
La chiesa e il monastero di San Guglielmo appartennero ad un complesso di edifici cattolici di Ferrara che si trovava tra via Frescobaldi e via Palestro.

## Storia

### La chiesa ed il monastero di San Guglielmo
La chiesa di San Guglielmo ed il suo monastero vennero fondati nel XIII secolo dai frati eremitani di Sant'Agostino e in seguito furono ceduti alle monache clarisse. Negli anni che seguirono il convento venne ampliato e, nel 1354, la chiesa venne consacrata. Vi furono raccolte reliquie di Santo Stefano protomartire, San Bartolomeo apostolo e San Guglielmo.

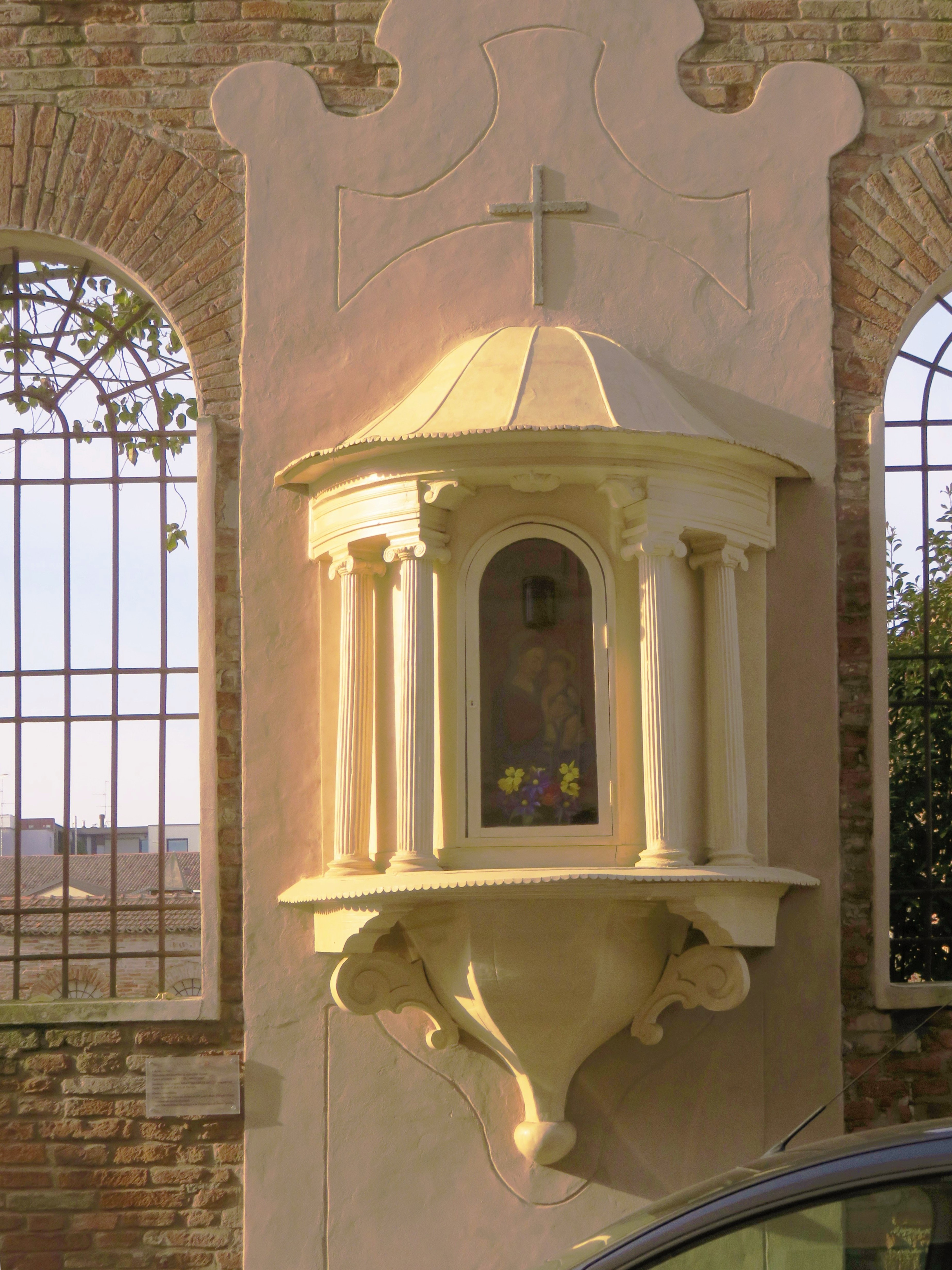
Edicola votiva di Madonna con Bambino su supporto ligneo, restaurata anche grazie all'intervento di Ferrariae Decus, in via Frescobaldi, sul muro dell'ex convento.

Durante i primi secoli il complesso fu esterno alla cinta muraria cittadina, posto sulla via che da Ferrara portava verso il Po. Fu solo con l'addizione Erculea che divenne parte del tessuto urbano e, da quel momento, fu ancora più importante curarne gli aspetti di rappresentanza ed artistici perché la Ferrara voluta da Ercole I d'Este aveva ambizioni di capitale.
Il monastero fu molto caro alla famiglia estense e mentre Niccolò II d'Este contribuì al suo abbellimento la nipote, Verde d'Este, vi si ritirò con altre nobili e vi concluse la sua vita come monaca, diventando badessa del convento. Col trascorrere dei secoli il grande complesso religioso acquistò sempre più fama e bellezza, diventando il più antico e nobile a Ferrara. Vi lavorarono artisti importanti, come Benvenuto Tisi da Garofalo, e varie nobili famiglie lo elessero come luogo di sepoltura per i propri membri.

### La caserma
La chiesa ed il monastero, dopo secoli di vita e di riconoscimenti per la loro grandezza e per la presenza negli edifici sacri di numerose opere d'arte, sulle quali le informazioni sono purtroppo carenti, vennero sconsacrati per effetto degli editti napoleonici alla fine del XVIII secolo e, molti anni dopo, adattati a caserma. Con la perdita della caratteristica di luogo sacro gli edifici del complesso vennero snaturati rispetto alla loro origine, molte opere artistiche andarono disperse o vendute o portate altrove.
La caserma prese il posto della chiesa e del monastero, e tutta l'area divenne proprietà del demanio militare.
Le vicende travagliate degli antichi ed importanti edifici religiosi portarono ad un utilizzo della stessa chiesa come stalla per i cavalli di un reggimento di artiglieria e ad un ampliamento delle strutture, dove i militari potevano compiere anche esercitazioni con le armi da fuoco. 
Un momento storico importante si ebbe durante gli anni 30 quando, per iniziativa del comune di Ferrara, si vollero organizzare le celebrazioni per il IV Centenario ariostesco. In tale occasione l'intera amministrazione cittadina, a partire dal suo podestà Renzo Ravenna, la stampa locale, con l'impegno di Nello Quilici e la forte spinta di Italo Balbo, che intendeva partire dalle glorie estensi per valorizzare la città natale, puntarono a recuperare gli antichi fasti culturali, artistici e storici, senza dimenticare gli effetti sul piano della propaganda per il regime che questo avrebbe portato. Si tentò con risultati non del tutto certi di recuperare dai locali dell'ex chiesa alcuni affreschi, ma non si raggiunse il risultato desiderato di poterli esporre alla mostra per le celebrazioni dell'Ariosto. Con molta probabilità alcune opere furono recuperate prima della loro perdita definitiva sia in quell'occasione che un paio di decenni dopo, e furono poi raccolte nel museo di casa Romei.

### La distruzione durante la seconda guerra mondiale
Gli edifici poi vennero distrutti quasi completamente durante la seconda guerra mondiale, in particolare nel corso dei bombardamenti alleati del 1944. La chiesa, in quell'ultimo periodo, era divenuta una sala teatrale per i militari.

### Il secondo dopoguerra
L'area dell'ex chiesa e monastero di San Guglielmo è stata per lunghi anni abbandonata. In seguito è stata adibita in larga misura a parcheggio pubblico con accesso per i mezzi da via Palestro ed ospita inoltre una caserma della Guardia di Finanza.